# Ga Omokgyo
Ga Omokgyo (Sân vận động Mokdong) (Tiếng Hàn: 오목교(목동운동장앞)역, Hanja: 梧木橋(木洞運動場앞)驛) là ga tàu điện ngầm trên Tàu điện ngầm vùng thủ đô Seoul tuyến 5 ở Omok-ro, Yangcheon-gu, Seoul.
Nó được coi là nhà ga chính của khu vực Mok-dong giàu có và Hyperion Towers nằm ngay bên ngoài Lối ra 2. Sân vận động bóng chày Mokdong, sân nhà trước đây của các Nexen Heroes của Tổ chức Bóng chày Hàn Quốc, cách Lối ra 4 một đoạn đi bộ ngắn Trụ sở chính của SBS nằm gần đó. Đây là một trong hai ga gần Văn phòng Nhập cư Seoul, nằm gần Lối ra 7.

## Lịch sử
- 12 tháng 8 năm 1996: Việc kinh doanh bắt đầu với việc khai trương đoạn Ga Kkachisan ~ Ga Yeouido trên Tàu điện ngầm Seoul tuyến 5

## Bố trí ga
| Mok-dong ↑   |
| \| W/B       |
| ↓ Yangpyeong |

| Hướng Tây  | ●Tuyến 5 | ← Hướng đi Kkachisan · Hwagok · Sân bay Quốc tế Gimpo · Banghwa |
| Hướng Đông | ●Tuyến 5 | → Hướng đi Singil · Yeouido · Hanam Geomdansan · Macheon →      |

## Xung quanh nhà ga
| Lối ra \| 나가는 곳 \| Exit \| 出口 | Lối ra \| 나가는 곳 \| Exit \| 出口 |
| ----------------------------------- | --- |
| 1                                   | Trung tâm cộng đồng Mok 1-dong Sở cứu hỏa Yangcheon |
| 2                                   | Hướng đi Công viên Paris Đến Bưu điện Yangcheon Hengbokhan Department Store Công viên Omok Trụ sở chính của SBS Đài phát thanh cơ đốc giáo (CBS) Sports Chosun Nhà hiến máu Trung tâm Mokdong Trường tiểu học Mokun Trường trung học cơ sở Mokun |
| 3                                   | Bãi đậu xe Mokdong |
| 4                                   | Yeonghakjeong Khu liên hợp thể thao Mokdong (Sân bóng chày Mokdong, Sân băng) Yangcheon, vùng không trọng lực |
| 5                                   | Cầu Omokgyo Hướng đi Yeongdeungpo Mokdong Hyundai APT Mokdong Central Prugio Chợ Omokkyo Jungang Trung tâm phúc lợi cộng đồng Shinmok Trung tâm lao động nước ngoài Yangcheon                                                                    |
| 6                                   | Câu lạc bộ người cao tuổi Yangcheon |
| 7                                   | Hướng tới Văn phòng Yangcheon-gu Hướng Văn phòng xuất nhập cảnh Seoul/Văn phòng người nước ngoài Trường tiểu học Mokdong Trường trung học cơ sở Mokdong                                                                                          |
| 8                                   | Văn phòng thuế Yangcheon Hướng tới ngã tư Mokdong Trung tâm phúc lợi người khuyết tật Yangcheon Bảo tàng Khoa học Đời sống Trung tâm phúc lợi cộng đồng Yangcheon Haenuri Samsung Chereville 1·2                                                 |
| Hành lang                           | Mokdong Hyundai Department Store Mok-dong HYUNDAI Hyperion 1 |

## Hình ảnh

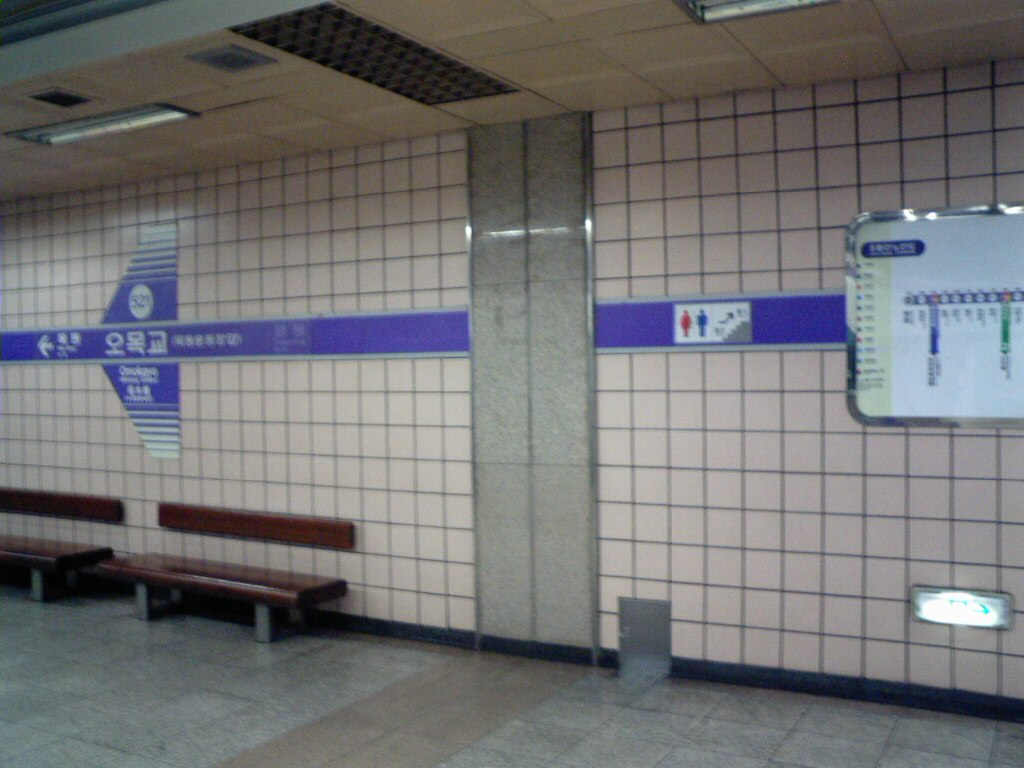
Bảng tên ga